# 25-мм спаренное универсальное орудие 2М-3
2М-3 — автоматическая двухствольная 25-мм корабельная артиллерийская установка. Является средством самообороны кораблей, может быть использована для поражения целей на наклонной дальности до 3000 м. Производство было освоено на Туламашзаводе.
Другие названия: КЗАУ «2М-3» (корабельная зенитная автоматическая установка «2М-3»).

## История создания

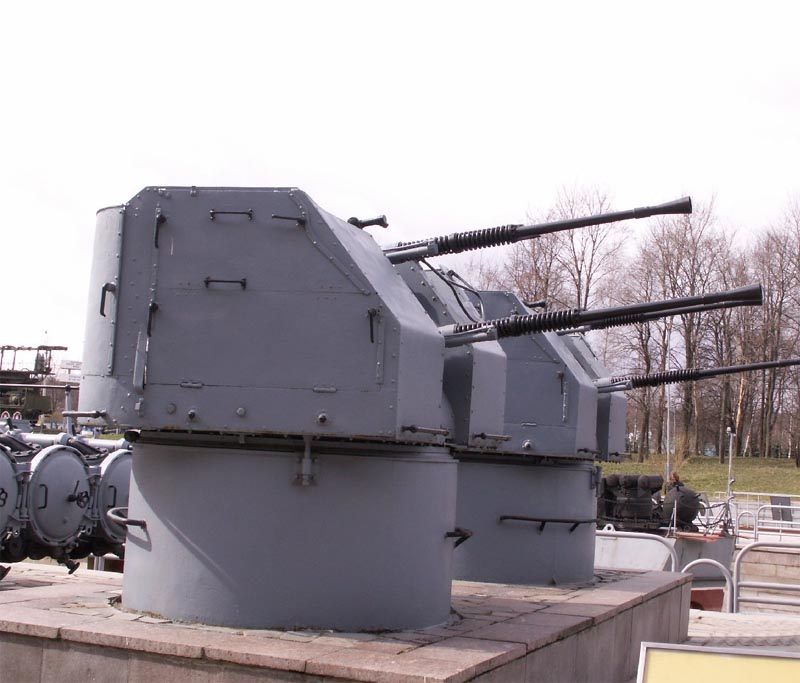
Установки 2М-3

27 февраля 1945 года АНИМИ (Артиллерийский научно-исследовательский морской институт) выдал промышленности тактико-техническое задание на 25-мм спаренную палубную автоматическую установку «2М-3» (далее — АУ 2М-3), предназначенную для вооружения торпедных катеров пр.183 и 184. Уточнённое тактико-техническое задание было утверждено зам. Главкома ВМФ СССР 14 марта 1947 года.
Проектирование АУ 2М-3 началось по постановлению Совета Министров СССР № 1523-549сс от 2 апреля 1949 года и велось в ОКБ-43 (главный конструктор А. С. Харыкин). Технический проект АУ 2М-3 был разработан в 1947 году и утверждён зам. Главкома ВМФ СССР 01 августа 1947 года. Рабочие чертежи АУ 2М-3 были утверждены 3 июля 1948 года.
Для новой АУ 2М-3 в ОКБ-16 (главный конструктор А. Э. Нудельман) на базе автомата 84-КМ был разработан новый автомат 110-ПМ, при этом баллистика и боеприпасы автомата 84-КМ были оставлены без изменений. 
Эскизный проект автомата 110-ПМ был разработан в ОКБ-16 в 1945 году в соответствии с тактико-техническим заданием артиллерийского управления Военно-морского флота СССР. После его одобрения ОКБ-16 приступило к разработке рабочих чертежей и изготовлению опытного образца автомата 110-ПМ, минуя стадию технического проектирования. В период с 1946 года по 1948 год производилась отработка автомата 110-ПМ на трёх изготовленных образцах. В ноябре 1948 года на полигонных испытаниях третьго образца 110-ПМ на 4521 выстреле произошёл разрыв ствольной муфты. 4-й образец автомата 110-ПМ выдержал испытания в объёме 4789 выстрелов, которые проводились с 7 сентября 1949 года по 19 января 1950 года. В 1950 году ОКБ-16 изготовило 5-й образец автомата 110-ПМ с учётом всех замечаний и представило его на государственные полигонные испытания (с 8 августа по 13 декабря 1950 года) в объёме 7201 выстрела. Автомат 110-ПМ испытания выдержал, и был рекомендован для принятия на вооружение.
Гидропривод к АУ 2М-3 был изготовлен заводом № 46 по чертежам ЦНИИ-173.
В 1949 году было изготовлено три опытных образца АУ 2М-3: два для катера и один для Ржевского полигона. Все они полигонные и корабельные испытания не выдержали, и АУ ВМФ СССР 14 декабря 1949 года приняло решение о переработке чертежей на изготовление нового образца АУ 2М-3 с соответствующими изменениями в его ТТЗ. Новые рабочие чертежи АУ 2М-3 были разработаны ОКБ-43 в феврале-мае 1950 года. Опытный образец АУ 2М-3 был изготовлен заводом № 535 в октябре 1950 года. Этот образец АУ 2М-3 прошёл объединённые заводские и полигонные испытания в ноябре-декабре 1950 года и выдержал их. Комиссия рекомендовала его на корабельные испытания. В том же 1950 году завод № 535 изготовил ещё три опытных образца АУ 2М-3 (с автоматом 110-ПМ), которые прошли государственные корабельные испытания на торпедном катере пр.183 с 26 января по 5 марта 1952 года. Была отмечена ненадёжность автомата 110-ПМ и ряд других недостатков. По решению государственной комиссии образец АУ 2М-3 следовало доработать и провести повторные государственные корабельные испытания, которые успешно были проведены с 20 октября по 5 ноября 1952 года, отчёт о них был утверждён 25 ноября 1952 года.
АУ 2М-3 с автоматом 110-ПМ была принята на вооружение постановлением Совета Министров СССР № 659—336 от 27 февраля 1953 года и Приказом Военно-морского Министра СССР Н. Г. Кузнецова № 00159 от 05 марта 1953 года.

## Принцип работы

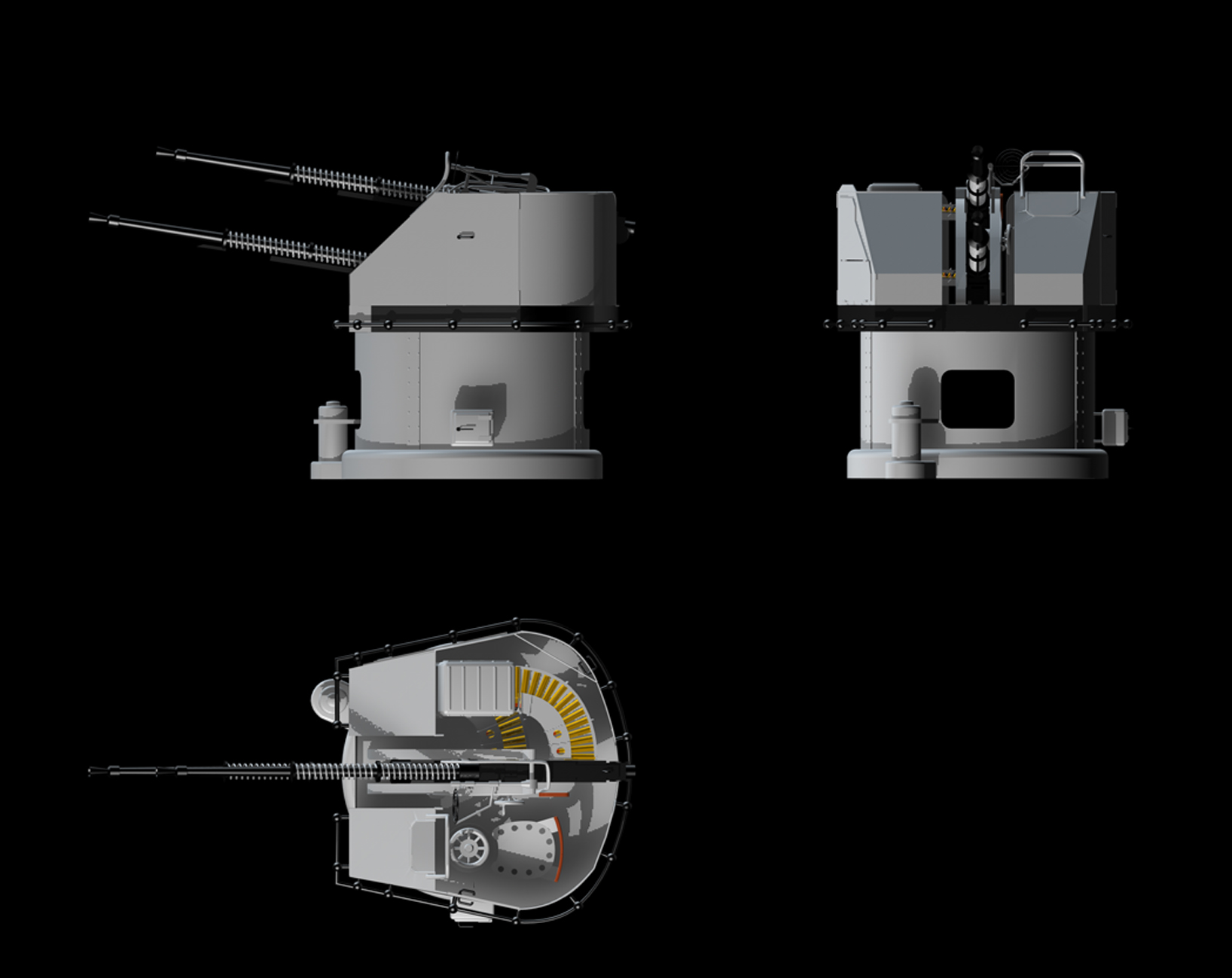
Общий вид установки 2М-3

Ствол автомата 110-ПМ — моноблок, запирание канала поршневое. Автоматика работает за счёт энергии отката при коротком ходе ствола. Основная конструктивная особенность — принудительный откат механизма запирания в заднее положение что было нужно для обеспечения надёжности автомата. После окончания совместного отката ствола и механизма запирания, последний (вместе со стреляной гильзой) во время наката ствола принудительно продолжал откат в крайнее заднее положение. Тормоз отката гидравлический. Пружинный накатник надет на ствол.
Питание автомата 110-ПМ — ленточное двухстороннее (но автоматы первых серий допускали и обойменное питание по 7 патронов). Лента металлическая рассыпная, помещается в круглом магазине с 65 патронами, общий вес которого — 55,07 кг.
Качающаяся часть установки представляла собой 2 коробчатые люльки. Для осуществления вертикального наведения на нижней люльке имелся зубчатый сектор, входящий в зацепление с шестернёй редуктора. Левая и правая связи соединяли задние концы верхней и нижней люлек и вместе с ними и станинами образовывали параллелограмм. Такая связь люлек обеспечивала равенство углов качания обеих люлек.
Вертикальное и горизонтальное наведение АУ 2М-3 производилось с помощью двух гидроприводов, один из которых связан с редуктором вертикального наведения, а другой — с редуктором горизонтального наведения. Гидроприводы предназначались для вертикального наведения и перезарядки (взведения подвижных частей) обоих автоматов. Угол вертикального наведения АУ 2М-3 был в пределах от −10 до +85°, а горизонтального до 120°. Дополнительно имелось и ручное наведение, осуществляемое одним наводчиком.
Охлаждение стволов АУ 2М-3 при стрельбе было воздушным. Также при замене магазинов через шланг с насадкой с казённой части подавалась вода для охлаждения стволов. Время охлаждения водой составляло не менее 15 сек.
Для ведения стрельбы по воздушным и надводным целям на АУ 2М-3 устанавливался коллиматорный кольцевой ракурсный прицел КМТ-25 (механический кольцевой визир, смонтированный на параллелограмном механизме).

## Модификации
- 2М-3М, дальнейшая модификация АУ 2М-3. Отличалась наличием нового автомата М-110, полученного в ходе переработки конструкции автомата 110-ПМ инженером ОКБ-43 К. И. Соколовым. Если в автомате 110-ПМ автоматика работала только за счёт энергии отката при коротком ходе ствола, то в новом автомате М-110 дополнительно использовалась и энергия пороховых газов, отводимых из канала ствола. Эта энергия применялась при работе газового буфера, предназначенного для увеличения скорости наката подвижных частей. В результате на испытаниях автомата 110-ПМ был достигнут темп стрельбы 470—480 выстр./мин. Питание автомата М-110 только правое и только ленточное. Лента, магазин и патроны остались те же, что и у автомата 110-ПМ.[6]

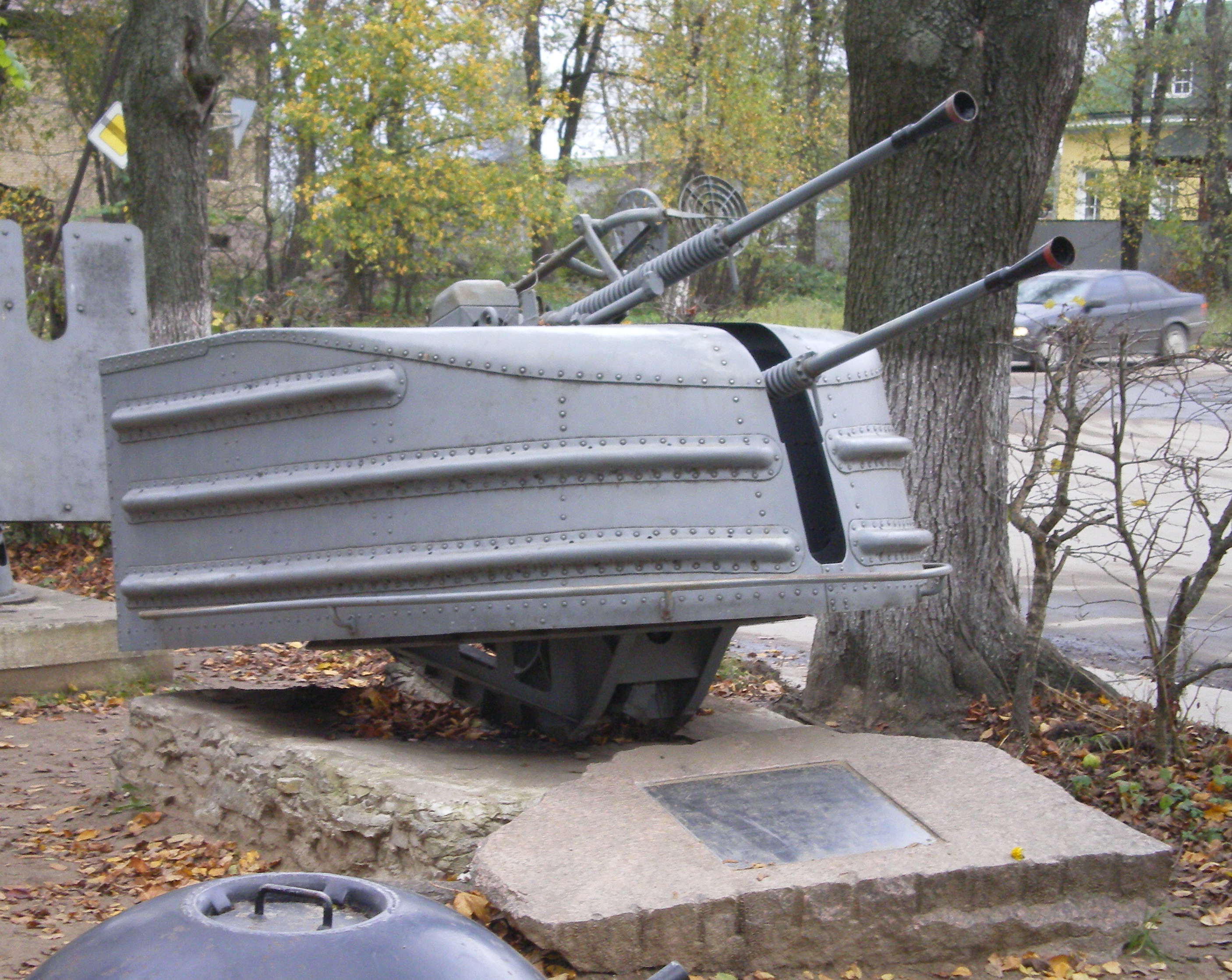
2М-8 в шлиссельбургском музее

В 1949 году завод № 535 сдал 3 установки, в 1950 году — 4, в 1951 году — 46, в 1952 году — 173, в 1953 году — 177, в 1954 году — 275, в 1955 году — 406, в 1956 году — 305 и в 1957 году — 252 установки. Производство АУ 2М-3М было прекращено в 1984 году. Отпускная цена одной установки в 1951 году составляла 527 000 рублей, в 1954 году — 206 000 рублей, а в 1955 году — 151 780 рублей.
- 2М-8, модификация 25-мм спаренной установки для вооружения подводных лодок разрабатывалась в ОКБ-43 с 1946 года. Особенностью установки было вертикальное размещение двух автоматов 110-ПМ в одной люльке. Вращающаяся часть АУ 2М-8 была также прикрыта обтекателем. Питание автоматов 110-ПМ производилось обоймами по 7 патронов. АУ 2М-8 была принята на вооружение в 1954 году и производилась, однако уже к концу 50-х годов они были сняты с подводных лодок.
- 2М-10, улучшенный вариант 25-мм двухорудийной установки для подводных лодок, разработанный в ОКБ-43 в конце 50-х годов. Автоматы для АУ 2М-10 проектировало ОКБ-16. В марте 1954 года были закончены полигонные испытания опытного образца АУ 2М-10, который был отправлен во Владивосток для проведения корабельных испытаний, совместно с автономным гидроприводом, смонтированном на установке. В серийное производство АУ 2М-10 не запускалась.

## На вооружении
Установки 2М-3, 2М-3М входили в состав вооружения больших десантных кораблей пр. 1171, малых десантных кораблей пр. 450, артиллерийских катеров пр. 1204, противолодочных катеров пр. 201, торпедных катеров пр. 183 и пр.206М, ракетных катеров пр. 183-Р, тральщиков пр. 254м, пр. 264, пр. 266м, пр. 1258, пр. 1265, гражданских судов и вспомогательных судов ВМФ, в том числе проектов 431, 771, 562, 706, 437, 561, 433, 514, 560, 512, 770 и др. 
Фактически, артсистемами «2М-3» и «2М-3М» во флоте СССР были вооружены более чем 30 проектов кораблей, судов и катеров. Вплоть до настоящего времени АУ 2М-3, 2М-3М были одним из основных средств самообороны и ПВО судов ВМФ СССР и России.
Мелкосерийно устанавливаются на гусеничных бронированных тягачах МТ-ЛБ.

## Боевое применение
В Арабо-израильской войне 1973 года приняли участие египетские и сирийские торпедные катера пр. 183 и ракетные катера пр. 183-Р. Однако в морских боях после израсходования катерами противокорабельных ракет выяснилась слабая эффективность АУ «2М-3» в качестве оружия самообороны против 40-мм/70 АУ «Breda-Bofors» Mod.58/11 и 76-мм АУ «OTO Melara» израильских ракетных катеров типа «Саар-2», «Саар-3», «Саар-4».
В Гражданской войне в Сирии было замечено применение установки в виде гантрака на базее ЗИЛ-131. Данная артиллерийская установка, по всей видимости, была демонтирована со списанных из сирийских ВМС старых катеров или тральщиков. Машина, возможно, принадлежит сирийской морской пехоте, которая вела боевые действия в горах Латакии.

## Тактико-технические характеристики
| Тактико-технические характеристики АУ 2М-3, 2М-3М              |               |              |
| Тип                                                            | АУ 2М-3       | АУ 2М-3М     |
| Длина ствола, мм                                               | 2000          | 2000         |
| Длина ствола, клб                                              | 79            | 79           |
| Длина нарезной части, мм                                       | нет данных    | 1775         |
| Угол ВН, град                                                  | −10; +85      | −10; +85     |
| Угол ГН, град                                                  | 360           | 360          |
| Скорость начальная снаряда, м/с                                | 890           | 890          |
| Скорострельность одной пушки, выстр./мин                       | 270—300       | 270—300      |
| Длина автомата, мм                                             | 2845 (110-ПМ) | 2810 (М-110) |
| Длина автомата, клб                                            | 112 (110-ПМ)  | 111 (М-110)  |
| Радиус обметания по пламегасителю нижнего автомата, мм         | 2150 (110-ПМ) | — (М-110)    |
| Вес одного автомата, кг                                        | 101 (110-ПМ)  | 110 (М-110)  |
| Длина отката, мм                                               | 204—206       | нет данных   |
| Длина установки, мм                                            | 2845          | 2845         |
| Ширина установки, мм                                           | 1974          | 2150         |
| Общий вес установки без ЗИП и боеприпаса, кг                   | 1500          | 1515         |
| Вес станка с кранцами, кг                                      | 260           | нет данных   |
| Высота брони, мм                                               | 900           | 973          |
| Толщина брони, мм                                              | 4             | 4            |
| Прицел рассчитан на максимальную скорость воздушных целей, м/с | 150           | 150          |
| Расчёт, чел.                                                   | 2             | 2            |

### Боеприпасы
| Номенклатура боеприпасов                   |                 |                    |                |           |                          |
| Тип                                        | Индекс/УРАВ ВМФ | Длина снаряда, клб | Вес снаряда, г | Вес ВВ, г | Взрыватели               |
| Бронебойно-трассирующий снаряд             | А3-БР-85        | 4,5                | 281            | 4,2       | нет                      |
| Осколочно-зажигательно-трассирующий снаряд | А3-ОЗР-85       | 4,9                | 281            | 11,3      | Б-23, Б-23У, А-23, МГ-25 |
| Осколочно-зажигательно-трассирующий снаряд | А3-ОЗР-85М      | 5,1                | 281            | 20        | Б-23, Б-23У, А-23, МГ-25 |

## Аналоги

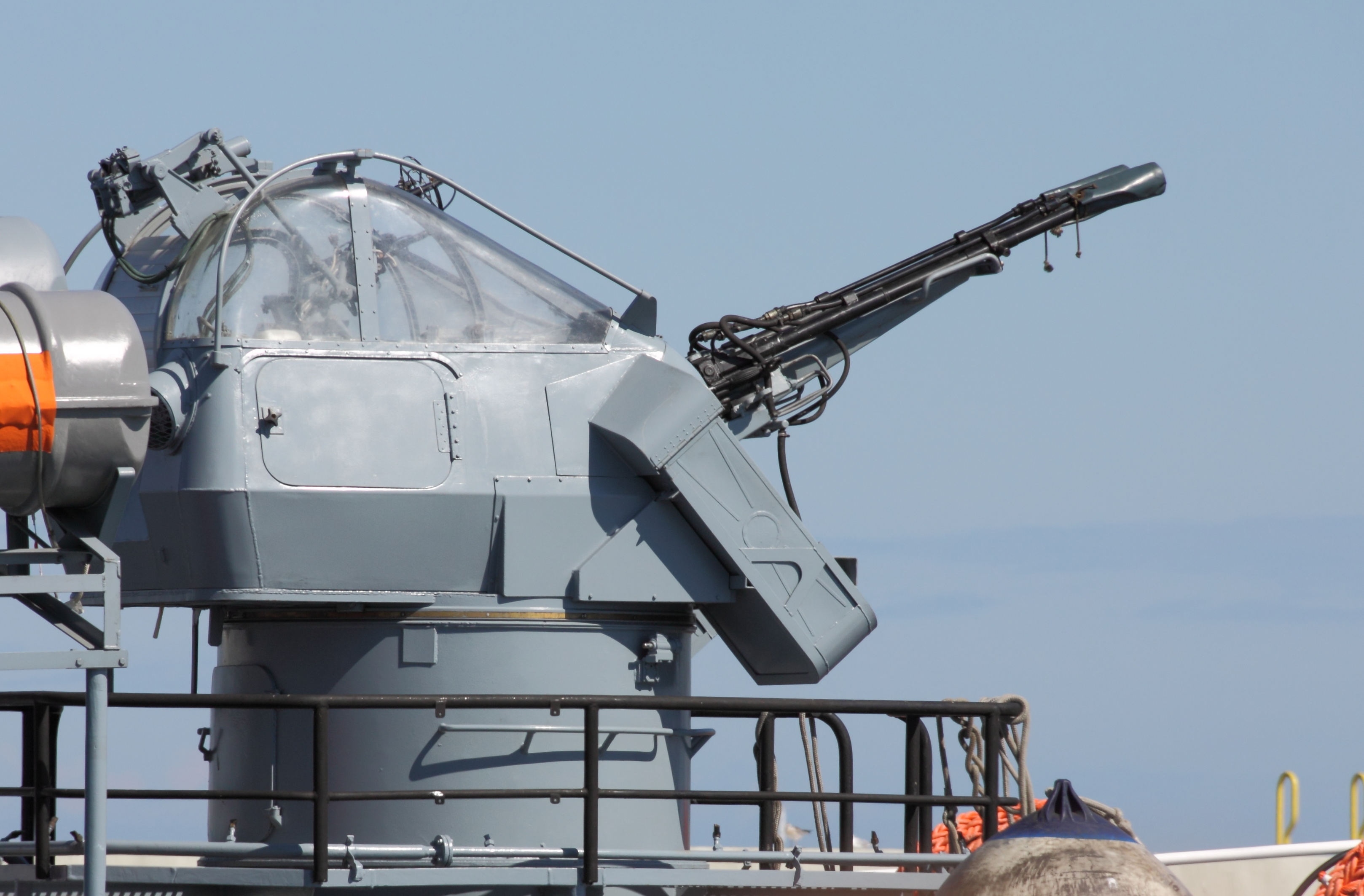
ZU-23-2M Wróbel

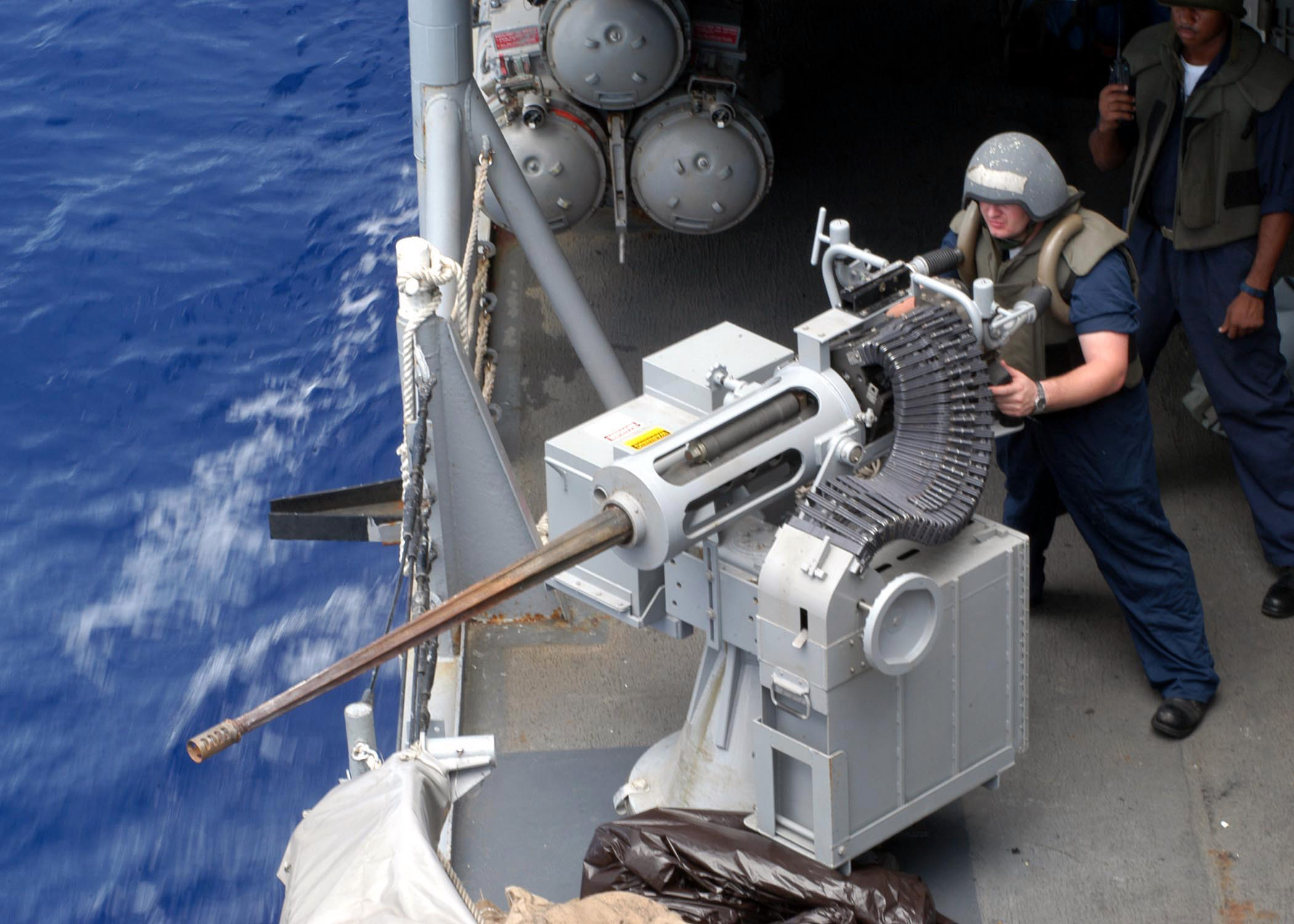
MK-38 25-mm Machine Gun

25-мм зенитная пушка Тип 96Орудие было разработано во Франции в начале 1930-х годов усилиями известной оружейной фирмы «Гочкисс». В 1934 году японский флот закупил небольшую партию этих орудий. Поскольку оно заметно превосходило устаревший зенитный автомат Vickers QF Mark II британской разработки, применявшийся тогда японским флотом для ближней ПВО кораблей, было принято решение о налаживании собственного производства французского орудия. Оно началось в 1936 году на морском арсенале в городе Йокосука.
4М-12025-мм счетверённые корабельные установки БЛ-120-I и БЛ-120-II, предназначавшиеся для вооружения тяжёлых крейсеров проекта 82. Первоначально разрабатывались в ОКБ-172, а затем — в ОКБ-43. Были переименованы в 4М-120-I и 4М-120-II. Характерной особенностью было наличие электрогидравлических приводов наведения установок. В серийное производство АУ 4М-120 не поступали. АУ 4М-120 был вооружён лишь эскадренный миноносец пр. 41 «Неустрашимый».
БЛ-13025-мм спаренная корабельная установка, запасной вариант в случае неудачи разработки АУ 2М-3. Разработана ОКБ-172 в 1950 году. Ведущим конструктором АУ БЛ-130 был А.Л. Константинов. В АУ БЛ-130 также были применены автоматы 110-ПМ, но они имели устройства для пневмозарядки и для амортизации. По ряду характеристик АУ БЛ-130 превосходила АУ 2М-3, но в серийное производство была запущена последняя, поскольку у неё степень готовности была выше.
25 mm/60 Type 61Китайская копия АУ 2М3, состоящая на вооружении ВМС НОАК. Тип 61 представляет собой незначительно изменённую АУ 2М-3. Выпускалась по лицензии с 1966 года. Получила широкое распространение в ВМФ Китая, как и оригинал АУ 2М3.
ZU-23-2M Wróbel23-мм спаренная корабельная установка ZU-23-2М «Воробей», польский морской вариант ЗУ-23-2. Выпускалась с 1979 года. В ВМФ Польши устанавливалась на кораблях вместо АУ 2М3(М), а в дальнейшем — почти полностью заменила её.
MK-38 25-mm Machine Gun25-мм одноствольная корабельная установка Mark 38, разработанная на основе 25-мм пушки M242 Bushmaster. Принята на вооружение в 1988 году в качестве средства самообороны и нападения кораблей ВМС США против лёгких надводных и береговых целей.